# Louis Ernest Gustave de Sparre
Louis Ernest Gustave Graf de Sparre (* 23. März 1802 in Den Haag; † 5. Juli 1866 im 6. Arrondissement in Paris) war ein französischer Graf, Leutnant des 2. Regiments der Ulanen, Vogelillustrator und Hobbyornithologe.

## Leben und Wirken
De Sparre war der Sohn des Generalleutnants Louis Ernest Joseph de Sparre (1780–1845) aus dem alten schwedischen Adelsgeschlecht Sparre und von Marie de Montholon (1777–1807). In erster Ehe heiratete er 1828 Hippolite Louise Gabrielle de Gramont Caderouse (1806–1844). Am 10. Juni 1847 heiratete er in zweiter Ehe Louise Chapelain de Séréville de Crenay (1829–1897), mit der er zumindest eine Tochter namens Brigitte Élisabeth Sidonie Marie (geb. 1859) hatte.
Bis 1816 diente de Sparre als Kornett bei der schwedischen Leibgarde. Dann wechselte er ins 2. Regiments der Ulanen, aus dem er 1830 ausschied.
Am 8. August 1829 wurde ihm der Orden Chevalier de la Légion d’honneur verliehen. Außerdem wurde ihm 1835 der Schwertorden verliehen.
Im Jahr 1835 war Gustave de Sparre der Erstbeschreiber und Illustrator des Rotbauchadlers (Lophotriorchis kienerii) und des Weißschwanz-Blauraben (Cyanocorax mystacalis). Beide Typusexemplare befanden sich in der Sammlung von François Victor Masséna. Oft findet sich Isidore Geoffroy Saint-Hilaire als Erstautor der beiden Vögel, was vermutlich auf einen Fehler von Richard Bowdler Sharpe aus dem Jahre 1867 zurückzuführen ist.

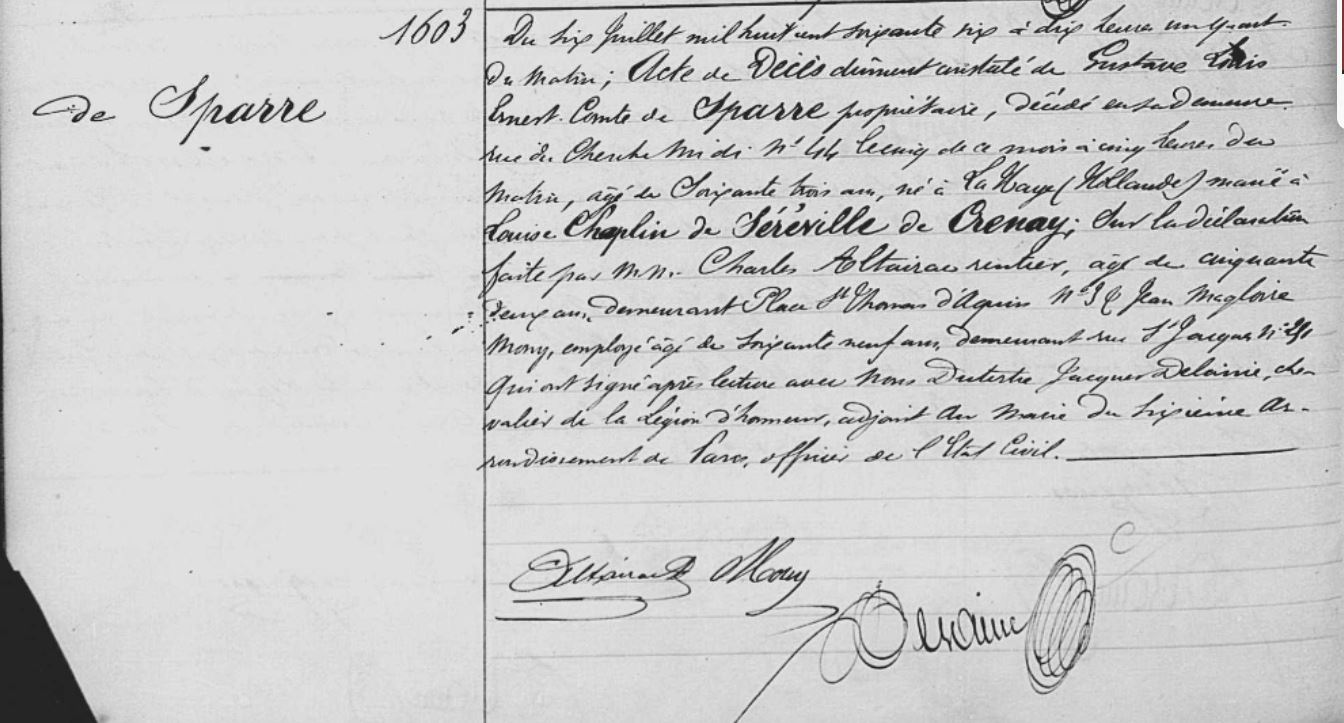
Eintrag seines Todes im 6. Arrondissement in Paris
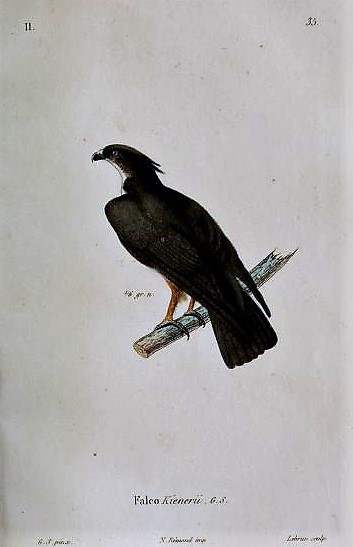
Rotbauchadler illustriert von de Sparre (G.S.)
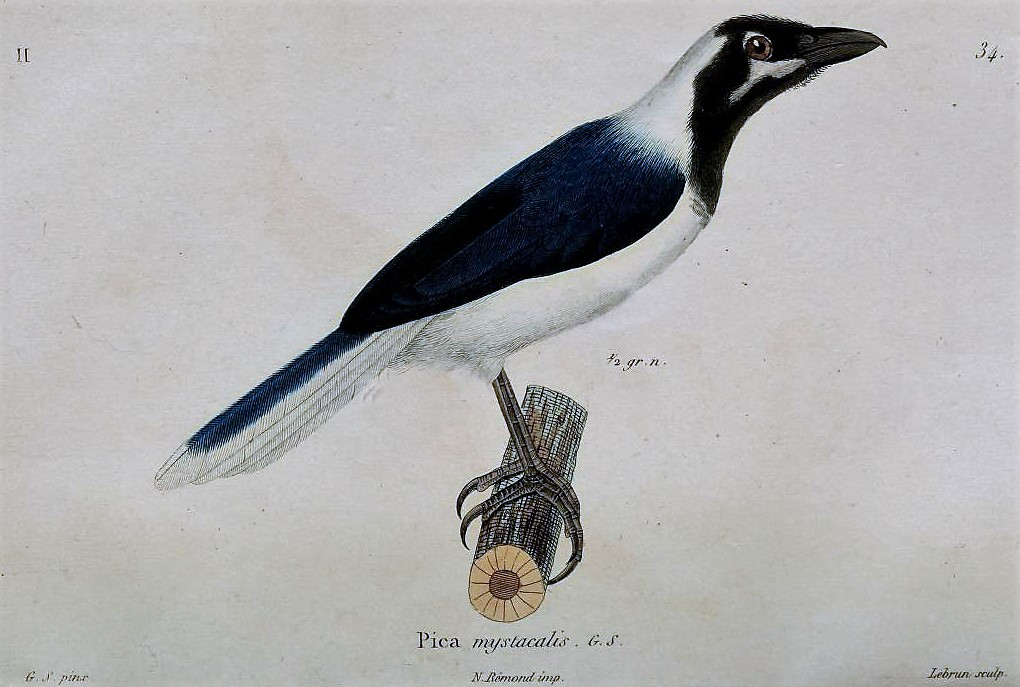
Weißschwanz-Blaurabe illustriert von de Sparre (G.S.)

## Werke (Auswahl)
- Pie. Pica. Cuvier. P. à moustache blanches. P. mystacalis. G. S. In: Magasin de zoologie, Journal destiné a établir une coorespondance entre les zoologistes de tous les pays, et a leur faciliter les moyens de publier les espèces nouvelles ou peu connus qu’ils possèdent. Band 5, 1835, S. Class II, Tafel 34, & Text (biodiversitylibrary.org).
- Autour. Astur. Cuvier. A. de Kiener. A. Kienerii. G. S. In: Magasin de zoologie, Journal destiné a établir une coorespondance entre les zoologistes de tous les pays, et a leur faciliter les moyens de publier les espèces nouvelles ou peu connus qu’ils possèdent. Band 5, 1835, S. Class II, Tafel 35, & Text (biodiversitylibrary.org).